# Eragrostis sabulicola
Eragrostis sabulicola är en gräsart som beskrevs av Pilger och Elizabeth Elisabeth Jedwabnick. Eragrostis sabulicola ingår i släktet kärleksgrässläktet, och familjen gräs. Inga underarter finns listade i Catalogue of Life.